# St. Francisville (Illinois)
St. Francisville – miasto w Stanach Zjednoczonych, w stanie Illinois, w hrabstwie Lawrence.